# Люк Хеммінгс
Люк Роберт Геммінґс (англ. Luke Robert Hemmings; 16 липня 1996) — австралійський співак та музикант, головний вокаліст австралійської групи 5 Seconds of Summer. З 2014 року «5 Seconds of Summer» продали понад 10 мільйонів альбомів та понад 2 мільйони квитків на концерти по всьому світу, а кількість прослуховувань пісень перевищує 7 мільярдів, що робить їх однією з найуспішніших австралійських музичних груп в історії.

## Дитинство
Люк Геммінґс народився 16 липня 1996 року і виріс у передмісті Фріменс Річ, округ Гоксбері в Новому Південному Уельсі. Його батько — Ендрю Геммінґс — раніше працював у сфері технічного обслуговування, а його мати — Ліз Геммінґс — колишній бухгалтер, вчитель математики в середній школі, зараз працює фотографом. У Геммінґса є два старших брати: Бен і Джек, обидва раніше працювали будівельниками. Говорячи про своє дитинство, Люк зауважував: «Початок [групи] був таким скромним. […] Я виріс у маленькому будиночку не маючи нічого». Коли йому було 10 років, брати Геммінґса навчили його грати на гітарі, згодом він почав брати професійні уроки. Врешті-решт, він розпочав виступати на вулиці.
У віці 7-ми років Люк змінив школу на Північно-Західний християнський коледж, де познайомився з майбутніми товаришами по групі, Калумом Худом та Майклом Кліффордом, які спочатку йому не сподобалися і стали ворогами. Зрештою Геммінґс подружився з Гудом після того, як вони виконали кавер «Секонд-хенд» на шкільному шоу талантів, а пізніше — з Кліффордом, дізнавшись, що у них був схожий музичний смак. Після зростання популярності групи, Геммінґс продовжив навчатися у коледжі, перейшовши на заочну форму навчання. У 2013 році він вирішив не закінчувати останній 12-й рік середньої школи, віддавши перевагу групі.

## Кар'єра
У 2011 році, у віці 14 років, Люк Геммінґс почав публікувати кавер-відео пісень на YouTube під ім'ям користувача «hemmo1996». Перший кавер на пісню Майка Познера «Будь ласка, не йди» був опублікований 3 лютого 2011 р. Коли його відео почали набирати популярність, він запросив Худа і Кліффорда приєднатися до нього, а пізніше і спільного друга Ештона Ірвіна. Згодом групою зацікавилися музичні компанії та продюсери і вони підписали контракт з Sony / ATV Music Publishing. З того часу Геммінґс випустив із групою чотири студійних альбоми, кожен із яких досяг світового успіху: 5 Seconds of Summer (2014), Sounds Good Feels Good (2015), Youngblood (2018) та Calm (2020).
Окрім групи, Геммінґс також працював моделлю. Люк, разом зі своїми товаришами по групі, підписав контракт з модельним агентством Wilhelmina Models. У лютому 2019 року він відвідав Нью-Йоркський тиждень моди, дебютувавши як модель та пройшовши по злітно-посадковій смузі для колекції Ready-To-Wear від Philipp Plein осінь / зима 2019 року. У липні 2019 року головний вокаліст знявся у відеорекламі Нумеро Хомме. У грудні 2019 року Геммінґс був лицем обкладинки журналу Glass Man.

## Особисте життя
У 2015 році Геммінґс знову розпочав зустрічатися з Арзайлеєю. Пара закінчила свої стосунки у травні 2017 року. У серпні 2018 року співак поділився із журналістами, що зустрічається зі співачкою Сьєррою Дітон. Зараз пара проживає разом у Лос-Анджелесі.
Станом на 2020 рік, власний капітал Геммінґса оцінюється у 20 мільйонів доларів (USD).

## Дискографія

### Студійні альбоми
- 5 Seconds of Summer (2014)
- Sounds Good Feels Good (2015)
- Youngblood (2018)

### Концертні альбоми
- LIVESOS (2014)

### Міні-альбоми
- Unplugged (2011)
- Somewhere New (2012)
- She Looks So Perfect EP (2014)
- Don't Stop EP (2014)
- Amnesia EP (2014)
- Good Girls EP (2014)
- She's kinda hot EP (2015) UK&Ireland only